# منتزعة الكبريت والكلور ملتهمة الأسيتات
منتزعة الكبريت والكلور ملتهمة الأسيتات (الاسم العلمي: Desulfovibrio dechloracetivorans) هي نوع من البكتيريا، سلبية الغرام، تتبع جنس منتزعة الكبريت.